# M/S Lisen
M/S Lisen är ett svenskt passagerarfartyg som används av Ressel Rederi för lokal färjetrafik i Stockholm i Hammarby sjö mellan Norra och Södra Hammarbyhamnen.
M/S Lisen byggdes som en linfärja 1979 på Rauma-Repola i Finland. Fartyget byggdes om i slutet av 2000-talet och började segla i Stockholm 2010.